# Joseph Marie Anthony Cordeiro
Joseph Marie Anthony Cordeiro (19. januar 1918 i Bombay i Britisk Indien – 11. februar 1994 i Karachi, Pakistan) var en af Den katolske kirkes kardinaler, og ærkebiskop af Karachi 1958-1994.
Han blev kreert til kardinal af pave Paul VI i 1973.
Han deltog ved Det andet Vatikankoncil 1962-1965. 
Han deltog ved konklavet august 1978 som valgte pave Pave Johannes Paul 1., og konklavet oktober 1978 som valgte pave Johannes Paul II.
1. ↑  Navnet er anført på engelsk og stammer fra Wikidata hvor navnet endnu ikke findes på dansk.